# Кузнецький міст (станція метро)
Кузнецький міст (рос. Кузнецкий Мост) — станція Тагансько-Краснопресненської лінії Московського метрополітену, розташована між станціями «Пушкінська» і «Китай-город».
Відкрита 17 грудня 1975 року у складі дільниці «Барикадна» — «Китай-город». Названа по однойменній вулиці, яка отримала своє ім'я від моста через Неглинну.

## Вестибюлі
Єдиний вихід знаходиться в північно-західному торці станції і веде у наземний вестибюль, розташований у дворі будинку Торлецького — Захар'їна (вулиця Рождественка , 6/20/9), поблизу її перетину з вулицями Пушечна і Кузнецький Міст. З південно-східного торця станції по ескалатору здійснюється перехід на станцію Сокольницької лінії «Луб'янка».

## Технічна характеристика
Станція споруджена зі збірного чавунного оправлення, за типовим проектом є колонною трисклепінною станцією глибокого закладення (глибина закладення — 39,5 м). Склепіння спирається на сталеві колони через фасонні клинчасті перемички.
Крок колон — 5,25 метрів. Ширина середнього залу — 8,2 метрів, висота — 6,25 метрів. Діаметр бічних тунелів — 8,5 метрів.

## Колійний розвиток
Станція без колійного розвитку.

## Оздоблення
Колони, що переходять у аркові напівкола над проходами до платформ, оброблені сіро-блакитним мармуром . Колійні стіни облицьовані білим мармуром і прикрашені декоративними вставками з алюмінію роботи М. Н. Алексєєва. Підлога на станції викладений чорним і сірим гранітом, утворюючим нескладний орнамент у вигляді квадратів по осі станції і смуг уздовж ряду колон. Центральний зал освітлюється суцільним рядом світильників по осі станції, бічні зали — аналогічними світильниками на склепінні.

## Пересадки
- Метростанцію  «Луб'янка»
- Автобуси: м2, м3, м3к, м6, м7, м9, м40, м90, е10, е30, с538, с633, с920, н1, н2, н6, н9, н11, н12, н15